# Leucocoryne fuscostriata
Leucocoryne fuscostriata är en amaryllisväxtart som beskrevs av Pierfelice Ravenna. Leucocoryne fuscostriata ingår i släktet Leucocoryne och familjen amaryllisväxter. Inga underarter finns listade i Catalogue of Life.